# Saint-Aubin-du-Pavail
Saint-Aubin-du-Pavail è un ex comune francese di 758 abitanti situato nel dipartimento dell'Ille-et-Vilaine nella regione della Bretagna. A partire da 1º gennaio 2017 si è fuso con Châteaugiron e con Ossé per dar vita al nuovo comune di Châteaugiron.

## Società

### Evoluzione demografica
Abitanti censiti